# 8580 Pinsky
8580 Pinsky eller 1996 XZ25 är en asteroid i huvudbältet som upptäcktes den 14 december 1996 av den italiensk-amerikanske astronomen Paul G. Comba vid Prescott-observatoriet. Den är uppkallad efter Robert Pinsky.
Asteroiden har en diameter på ungefär 14 kilometer.